# 477

477(사백칠십칠)은 476보다 크고 478보다 작은 자연수다.

## 수학
- 합성수로, 그 약수는 1, 3, 9, 53, 159, 477이다. 진약수의 합은 225이므로, 477은 부족수다.
- 18번째 오각수다. 앞의 오각수는 425, 다음 오각수는 532이다.
- 9번째 십오각수다. 앞의 십오각수는 372, 다음은 595다.
- {\displaystyle 477=6^{2}+21^{2}}
  - 서로 다른 두 자연수의 제곱합으로 나타낼 수 있는 수다.
- {\displaystyle 52^{6}-1}은 477로 나누어떨어진다.

## 과학
- NGC 477(영어판): 안드로메다자리 방향에 있는 나선은하.

## 교통
- 일본 477번 국도(일본어판): 미에현 욧카이치시에서 오사카부 이케다시까지 이어지는 일본의 국도.
- 현도 제477호선

## 군사
- U-477(영어판): 제2차 세계 대전에 사용된 나치 독일의 군용 잠수함.

## 문화유산
- 대한민국의 보물 제477호: 이이 남매 화회문기
- 대한민국의 사적 제477호: 상주 복룡동 유적

## 기타
- 연도: 477년, 기원전 477년